# ビアンキ

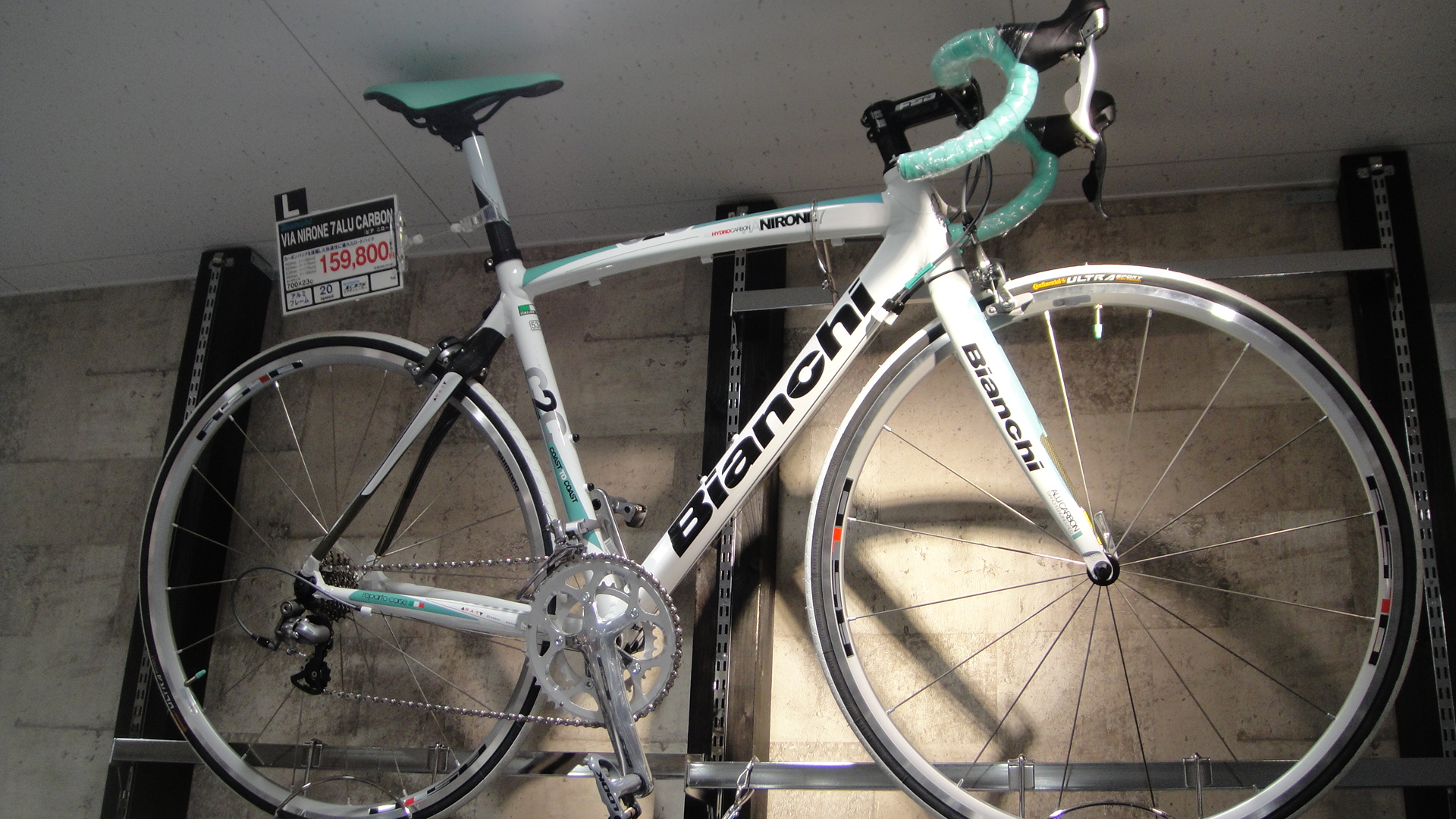
Bianchi VIA NIRONE 7ALU CARBON

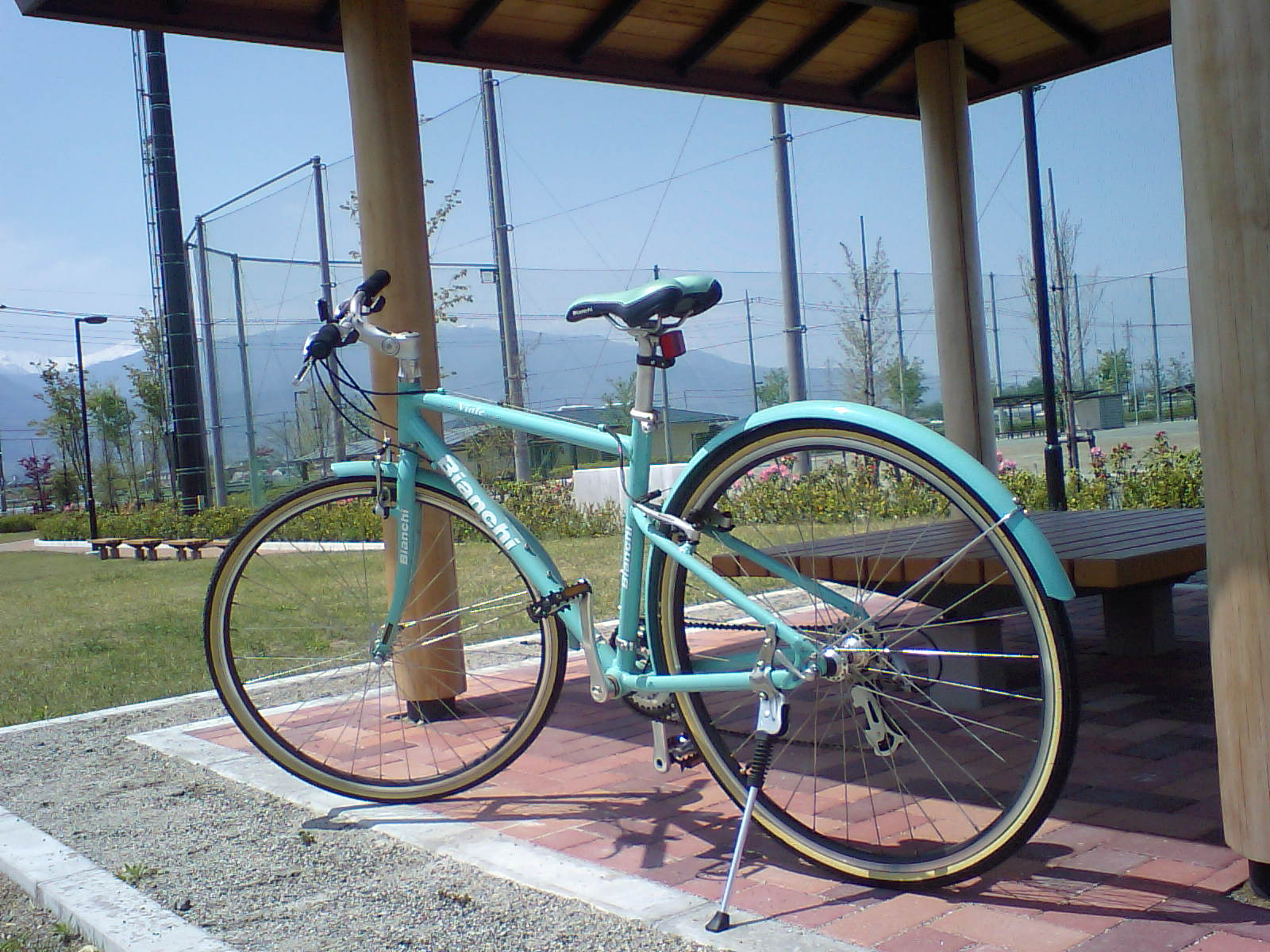
VIALE-M 2007年モデル ビアンキの伝統的カラーであるチェレステ（日本向けの代理店企画による台湾製造モデル）

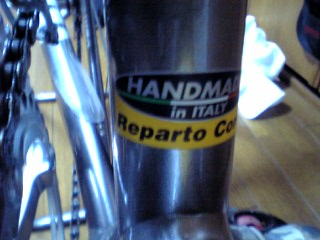
近年のレパルトコルサモデルに付属するステッカー

ビアンキ（イタリア語：Bianchi）は、イタリアの自転車ブランド。現在の自転車（セーフティ型）が発明された年に自転車メーカーとして創業しており、現存する中では世界最古の自転車ブランドである。ロードバイク、マウンテンバイク、クロスバイクといったさまざまな種類の自転車を販売している。2005年には会社設立から120周年を迎えた。1988年から、スウェーデンのGrimaldi Industriグループがフランスに本社を持つCycleurope AB傘下のブランドとなった。2009年には東京にBianchi Concept Storeがオープンした。

## 沿革
- 1885年 当時21歳のエドアルド・ビアンキ（1865年 - 1946年）がミラノのニローネ通り（via Nirone）で自転車の生産を開始
- 1899年 自動車部門の設立
- 1955年 アウトビアンキとして自動車部門が独立
- 2005年 会社設立から120周年が経過
- 2008年 ロードバイクをHoC、B4P、C2Cと3つのグループに分類する

記念となる年には他のメーカー同様にイヤーモデルを生産している。

## 生産体制
基本的には、ビアンキも他の自転車メーカーと同じようにデザイン部門と生産場所が異なっている。例えば、アメリカではBianchi USAがビアンキを取り扱っていて、デザインはアメリカ国内で（アメリカのニーズに合わせて）、生産は台湾で行われる。日本ではアメリカモデル・ジャパンモデル・レパルトコルセモデル・OEMモデル（BD-1など）が販売されている。
ロードバイクとマウンテンバイク、フラットバーロード及びシティサイクルの一部の車種は、reparto corseと呼ばれる、レース用自転車製作部門において製造されていた。reparto corseでは、手作業でフレームが製作されていた。reparto corse製造または組み立てのモデルには「Hand made in Italy」（設計だけで製造が他国である場合は「Designed in Italy」）というデカールまたはステッカー（上写真参照）が貼られている。

## ロードレースとビアンキ

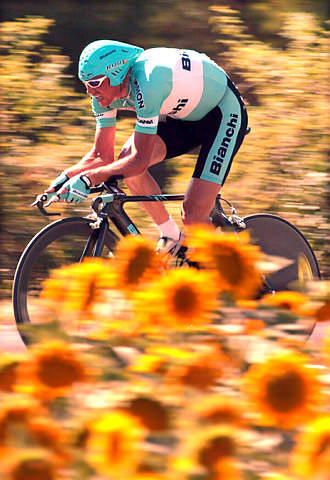
チーム・ビアンキの一員として2003年のツール・ド・フランスを走るヤン・ウルリッヒ

ビアンキは、ジロ・デ・イタリアやツール・ド・フランスといった大きなレースで輝かしい成績を残している。特に有名なのはファウスト・コッピやフェリーチェ・ジモンディ、マルコ・パンターニらで、彼らはビアンキを使用してジロ・デ・イタリアとツール・ド・フランスで総合優勝している。
ダブルツールを最初に成し遂げた自転車もビアンキ製（ファウスト・コッピが使用）である。近年では、ダニーロ・ディルーカがビアンキを使用して2005年、初代UCIプロツアーのタイトルを獲得した。
これらを含め、ビアンキ製自転車は
- ジロ・デ・イタリア個人総合優勝12回
- ツール・ド・フランス個人総合優勝3回
- ブエルタ・ア・エスパーニャ個人総合優勝2回
- 世界選手権ロード4勝
- 世界選手権トラック6勝
- UCIプロツアー年間総合一位1回
- ミラノ〜サンレモ19勝
- ジロ・ディ・ロンバルディア16勝
- パリ〜ルーベ7勝
- リエージュ〜バストーニュ〜リエージュ4勝
- フレッシュ・ワロンヌ5勝
- アムステル・ゴールドレース4勝
- ツール・ド・スイス2勝
- ドイツ・ツアー2勝

などの成績を残している。
　かつては長きにわたりプロチームのメインスポンサーも務めていた。近年は機材の供給やサブスポンサーに留まり、メインスポンサーとなることはなかったが、2003年には有力選手を多数抱えたチーム・コーストがシーズン中にメインスポンサーが撤退。破綻状態に陥ったため、救済のために急遽ビアンキがスポンサーに交代し「チーム・ビアンキ」となっている。

## マウンテンバイク
ビアンキは積極的にマウンテンバイクを生産しており、1990年代後半にはダウンヒルバイクも生産していた。近年ではクロスカントリーバイクに力を入れており、ワークスチームを持っている。アテネオリンピックではビアンキ製クロスカントリーバイクに乗ったジュリアン・アブサロンが金メダルを獲得している。彼は2002年にはMTBクロスカントリーU-23のヨーロッパチャンピオンにもなっている。
以下は、Bianchi製バイクがMTBレースで成し遂げた主な戦績である。
- 2004年 アテネオリンピックMTBXC金メダル
- 世界選手権9勝（クロスカントリーオリンピック3勝）（クロスカントリーマラソン2勝）
- ヨーロッパ選手権9勝
- イタリアナショナルチャンピオン9勝
- ナショナルチャンピオン13勝

## 特徴

### アルミフレーム
ビアンキはアルミフレーム「メガプロ」により、現在まで続く大口径パイプを用いたアルミフレームの基本デザインを確立したメーカーである。

### カーボンフレーム
レースで使用された初のカーボンモノコックフレーム（C4製）はビアンキC4であるが、以降のビアンキは自社でレーススペックのカーボンフレームを生産することには消極的で、近年のレースにおいてはプロ選手にもフルアルミモデルを使わせていた。しかし、2007年頃から本格的にカーボンフレームを製作し始め、近年ではナノカーボンに代表される最先端技術を使用してフレーム作りを行っている。2004年にはLUNAと呼ばれる、ホワイトカーボンを使用したコンセプトバイクを発表した。あまりの評判の高さに、コンセプトモデルと殆ど同一の物が台数限定で市販されたが、後に通常モデルとしてもLUNAの名を冠したフレームが市販された。

### チタンフレーム
ビアンキは早くからチタンフレームの製作に取り組んでいた。リクイガス時代のマグヌス・バックステッドはビアンキのチタンフレームを好んで（カーボンフレームはあえて選択せずに）使用していた。パリ・ルーべではチーム全体が使用していた。

### 自動車
1899年、ビアンキは自動車部門も設立し（フィアットと並んでイタリア最古の自動車メーカー）、四輪自動車の開発・製造も行なった。戦時中は機関銃を搭載可能な自転車の開発など戦時産業にも携わった。また、二輪車初のベベルシャフトDOHCエンジンを搭載したモーターサイクルも製造している。そのモーターサイクルの一モデルとして有名であったのが、Freccia Celesteである。
第二次世界大戦後、工場の被災等もあって採算が悪化し、本体は本来の自転車産業に特化して、自動車部門はフィアット、ピレリの出資を受けてアウトビアンキ社として独立することとなった。フィアットの小型車のプラットフォームを使いつつ、独自の遊び心のある乗用車を製造し人気を博したものの、やがてフィアットが同社の全株式を取得するにいたって、ビアンキはブランド名の一部としてのみ残り、1992年にはブランド名も消滅した。

### チェレステ
ビアンキの自転車は伝統的にチェレステ（イタリア語：Celeste、碧空、天空）という緑色に近い青色で塗装される。この色はイタリアのマルゲリータ王妃の瞳の色をモチーフにしたという伝説がある。創業者であるエドアルドは、1895年にマルゲリータ王妃に歴史上初の女性用自転車を製作・献上した際、乗り方を指導している。その年のミラノの空の色を見て現地の職人が色を調合するともいわれており、チェレステカラーは毎年微妙に違った色になるとされる。緑色に近い青色という通り、青みが強くなる年もあれば緑色の強い年もある。
| Celeste (Pantone 333) |

現在はホームページを作る際などのためにカラーコードがPantone 333（C 38 / M 0 / Y 27 / K 0）と指定されている。

## 賠償請求事件
本件は2008年8月に茨城の男性（当時60歳）が、当時のビアンキ代理店であったアキボウの企画開発・台湾穂高の製造によるクロスバイク「バックストリート（2002年モデル）」乗車中に、台湾RST社製サスペンション付きフロントフォークのスプリングが折損し分離したため、被害者が前方路面に顔面を強打、全身麻痺になってしまったことの損害賠償請求事件及び求償金請求事件に関する賠償命令である。2013年3月25日に東京地方裁判所にて、日本でのビアンキ輸入元のサイクルヨーロッパジャパン株式会社に対し1億8900万円の賠償命令の一審判決が下された。その後、2013年10月30日に和解が成立し、原告側の代理人弁護士が解決したことを発表した。